# Керамсурка
Керамсурка — село в Атяшевском районе Мордовии. Входит в состав Козловского сельского поселения.

## История
В «Списке населённых мест Симбирской губернии за 1863» Керамсурка (Богородское) село разных ведомств в 68 дворов в состав Ардатовского уезда.

## Население
| 2002 | 2010 |
| ---- | ---- |
| 87   | ↘55  |

Национальный состав
Согласно результатам Всероссийской переписи населения 2002 года, в национальной структуре населения русские составляли 93 %.